# José Antonio Fernández Hurtado
José Antonio Fernández Hurtado (Morelia, 2 dicembre 1952) è un arcivescovo cattolico messicano, dal 25 gennaio 2019 arcivescovo metropolita di Tlalnepantla.

## Biografia

### Formazione e ministero sacerdotale
Dopo aver frequentato dapprima il seminario minore di Tula nel 1966 e successivamente quello di Montezuma negli Stati Uniti per due anni, ha proseguito gli studi ecclesiastici nel seminario interregionale di Tula; è stato ordinato presbitero l'8 settembre 1979. Ha completato gli studi conseguendo la licenza in pastorale giovanile e catechetica presso la Pontificia Università Salesiana a Roma nel 1989.
Si è incardinato nella diocesi di Tula, dove è stato rettore del seminario minore dal 1989 al 1996 e docente di teologia pastorale nel seminario maggiore dal 1990 al 2005.

### Ministero episcopale
L'11 febbraio 2005 papa Giovanni Paolo II lo ha nominato vescovo di Tuxtepec. Ha ricevuto l'ordinazione episcopale l'11 maggio successivo dal vescovo di Tula Octavio Villegas Aguilar, co-consacranti il l'arcivescovo di Antequera José Luis Chávez Botello e l'arcivescovo emerito di Durango José Trinidad Medel Pérez.
Il 29 settembre 2005 e il 19 maggio 2014 ha compiuto la visita ad limina.
Il 26 settembre 2014 papa Francesco lo ha promosso arcivescovo metropolita di Durango; ha preso possesso dell'arcidiocesi il 21 novembre successivo. Ha ricevuto il pallio il 29 giugno 2015 e il 21 ottobre dello stesso anno, a Durango, gli è stato imposto dal nunzio apostolico del Messico Christopher Pierre.
All'interno della Conferenza Episcopale Messicana è stato responsabile della dimensione catechetica della commissione episcopale per la pastorale profetica per il triennio 2009-2012 e 2012-2015.
Il 25 gennaio 2019 è stato nominato arcivescovo metropolita di Tlalnepantla, succedendo a Carlos Aguiar Retes, nominato precedentemente arcivescovo metropolita di Città del Messico. Ha preso possesso dell'arcidiocesi il successivo 18 marzo.
Dal 14 settembre 2021 al 17 gennaio 2023 è stato amministratore apostolico della diocesi di Cuautitlán.

## Genealogia episcopale
La genealogia episcopale è:
- Cardinale Scipione Rebiba
- Cardinale Giulio Antonio Santori
- Cardinale Girolamo Bernerio, O.P.
- Arcivescovo Galeazzo Sanvitale
- Cardinale Ludovico Ludovisi
- Cardinale Luigi Caetani
- Cardinale Ulderico Carpegna
- Cardinale Paluzzo Paluzzi Altieri degli Albertoni
- Papa Benedetto XIII
- Papa Benedetto XIV
- Papa Clemente XIII
- Cardinale Marcantonio Colonna
- Cardinale Giacinto Sigismondo Gerdil, B.
- Cardinale Giulio Maria della Somaglia
- Cardinale Carlo Odescalchi, S.I.
- Cardinale Costantino Patrizi Naro
- Cardinale Lucido Maria Parocchi
- Papa Pio X
- Cardinale Gaetano De Lai
- Cardinale Raffaele Carlo Rossi, O.C.D.
- Cardinale Amleto Giovanni Cicognani
- Arcivescovo Girolamo Prigione
- Vescovo Octavio Villegas Aguilar
- Arcivescovo José Antonio Fernández Hurtado